# Fitoquímica
La Fitoquímica es una disciplina científica que tiene como objeto el aislamiento, análisis, purificación, elucidación de la estructura y caracterización de la actividad biológica de diversas sustancias producidas por los vegetales.
Las plantas producen una diversidad de sustancias, producto del metabolismo secundario, algunas responsables de la coloración y aromas de flores y frutos, otras vinculadas con interacciones ecológicas, como es el caso de la atracción de polinizadores. Actualmente, se ha demostrado que principalmente la mayoría de ellos participan en el mecanismo de defensa de las plantas. Entre estos últimos, se consideran a las fitoalexinas, los alelopáticos, por mencionar algunos. La razón de ser de estos metabolitos, llamados también fitoquímicos, permite una gama de usos en la agricultura y en la medicina. Adicionalmente, las múltiples funciones que presentan en los vegetales permite la búsqueda de nuevos agroquímicos naturales, como insecticidas, herbicidas, reguladores de crecimiento, etc.
Para su estudio la fitoquímica permite aislar e identificar los principios activos de numerosas plantas con importante actividad biológica, tal es el caso de las plantas medicinales. Por el potencial que representan estos metabolitos, las investigaciones no solo se han dirigido a la elucidación de estructuras químicas y evaluación de su actividad biológica mediante bioensayos, sino hacia la obtención por cultivo in vitro.